# Gældssanering
Gældssanering er eftergivelse (sanering) af gæld; nedsættelse af gæld kan kombineres med henstand af betaling af afdrag. Gældssanering anvendes i den situation, hvor skyldneren er insolvent, og at dette forhold ikke regnes for at ændre sig i en nær fremtid. Afhængig af situationen, kan der blive tale om at sanere hele eller dele af gælden. Der stilles en række betingelser for at få gældssanering. Betingelserne findes i konkursloven §§ 197 - 201.

## Ekstern henvisning
- Familieadvokaten.dk: "Hvad er en gældssanering?"